# Oratorio dei Bianchi (Fosdinovo)

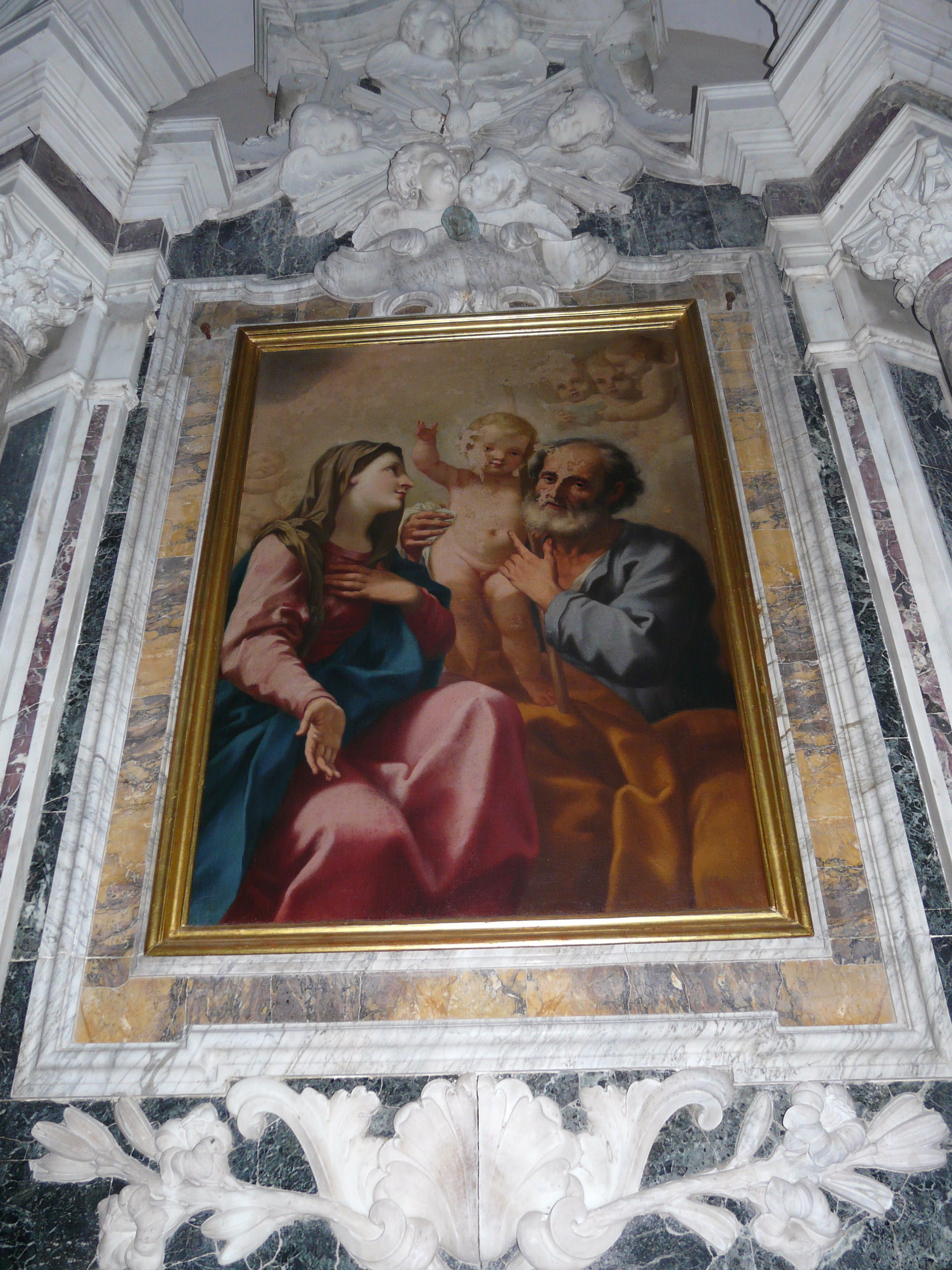
Altare di S. Giuseppe con una pala raffigurante la Sacra Famiglia

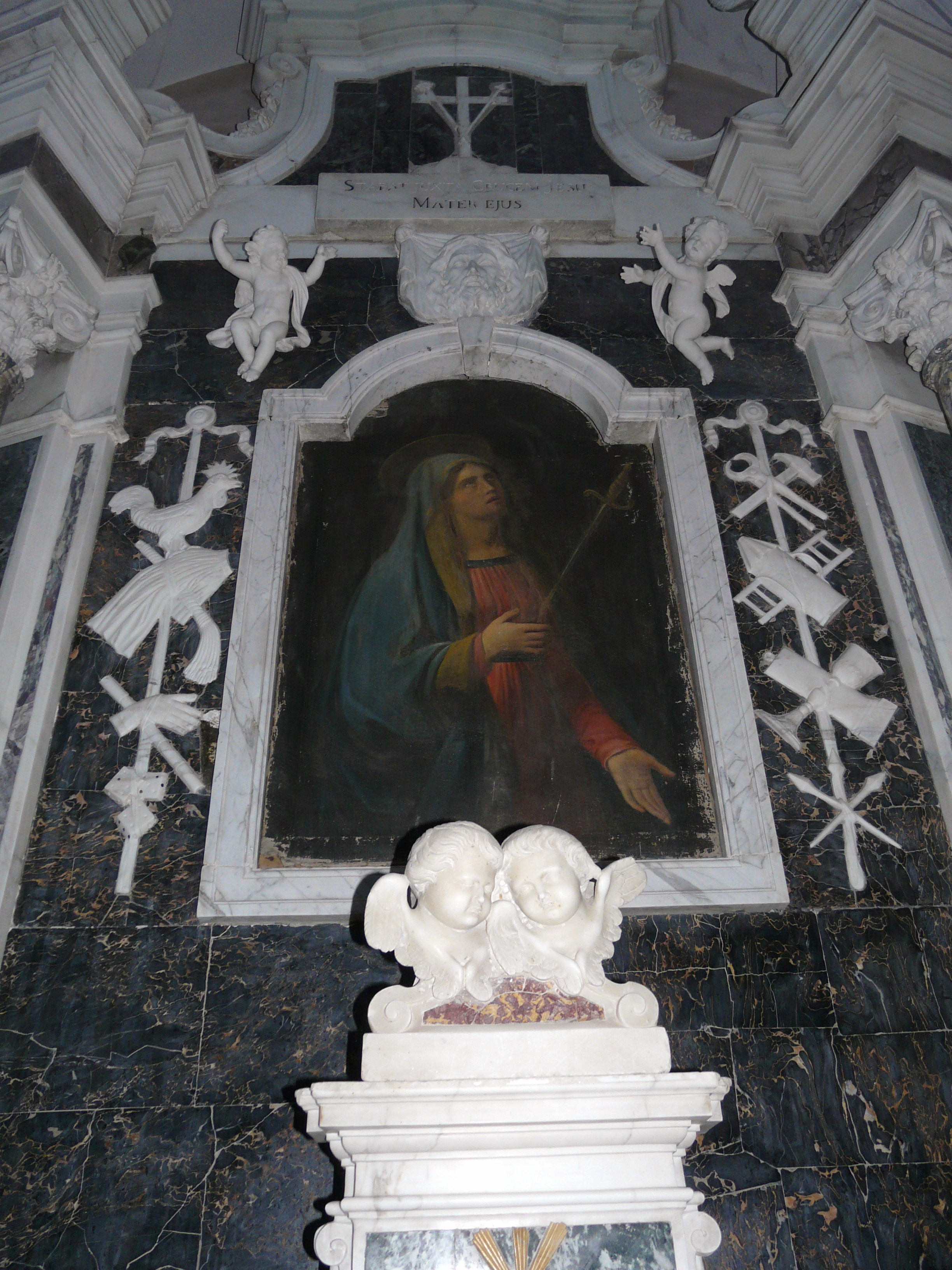
Altare della Beata Vergine Addolorata

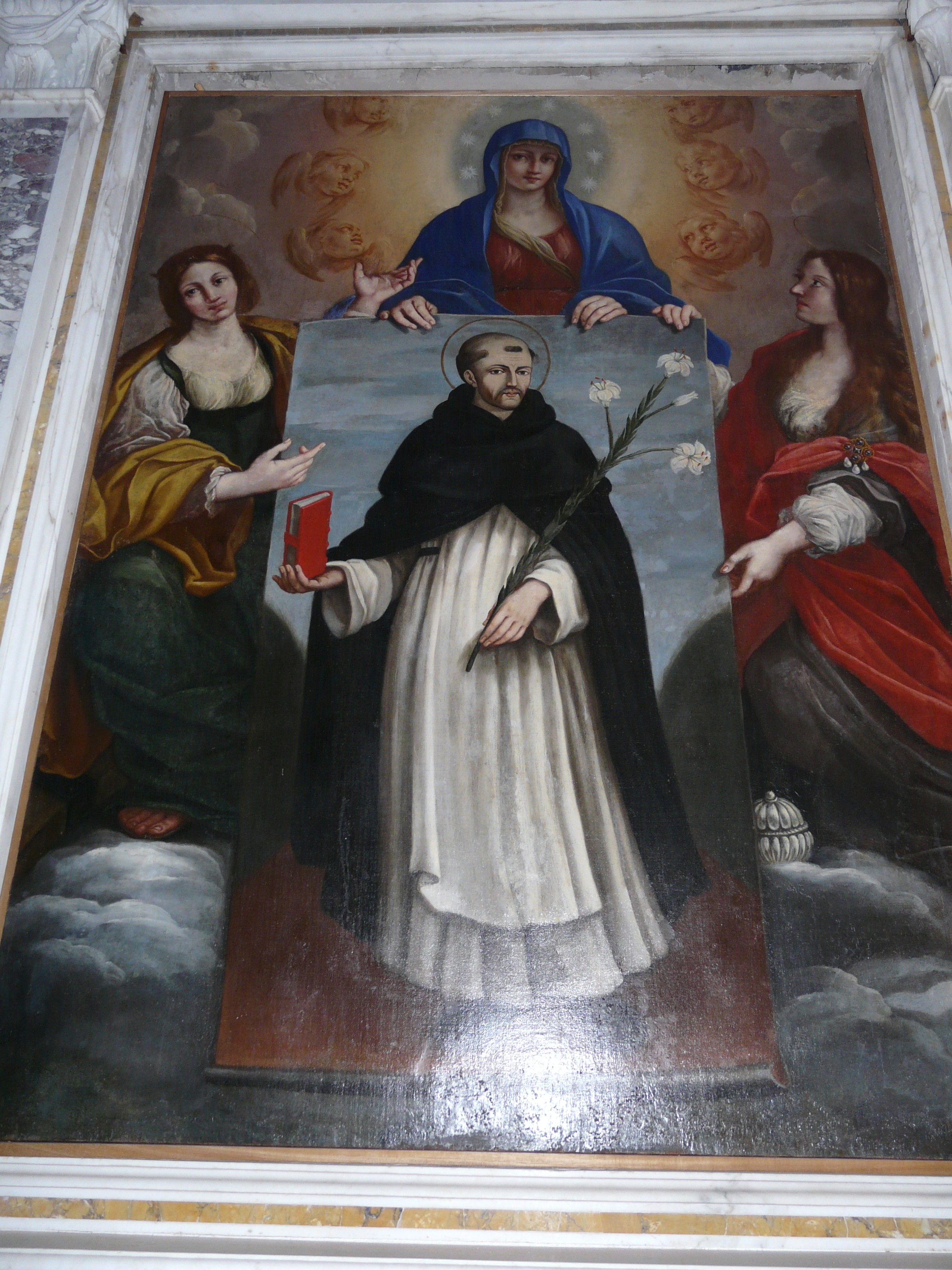
Altare di S. Domenico

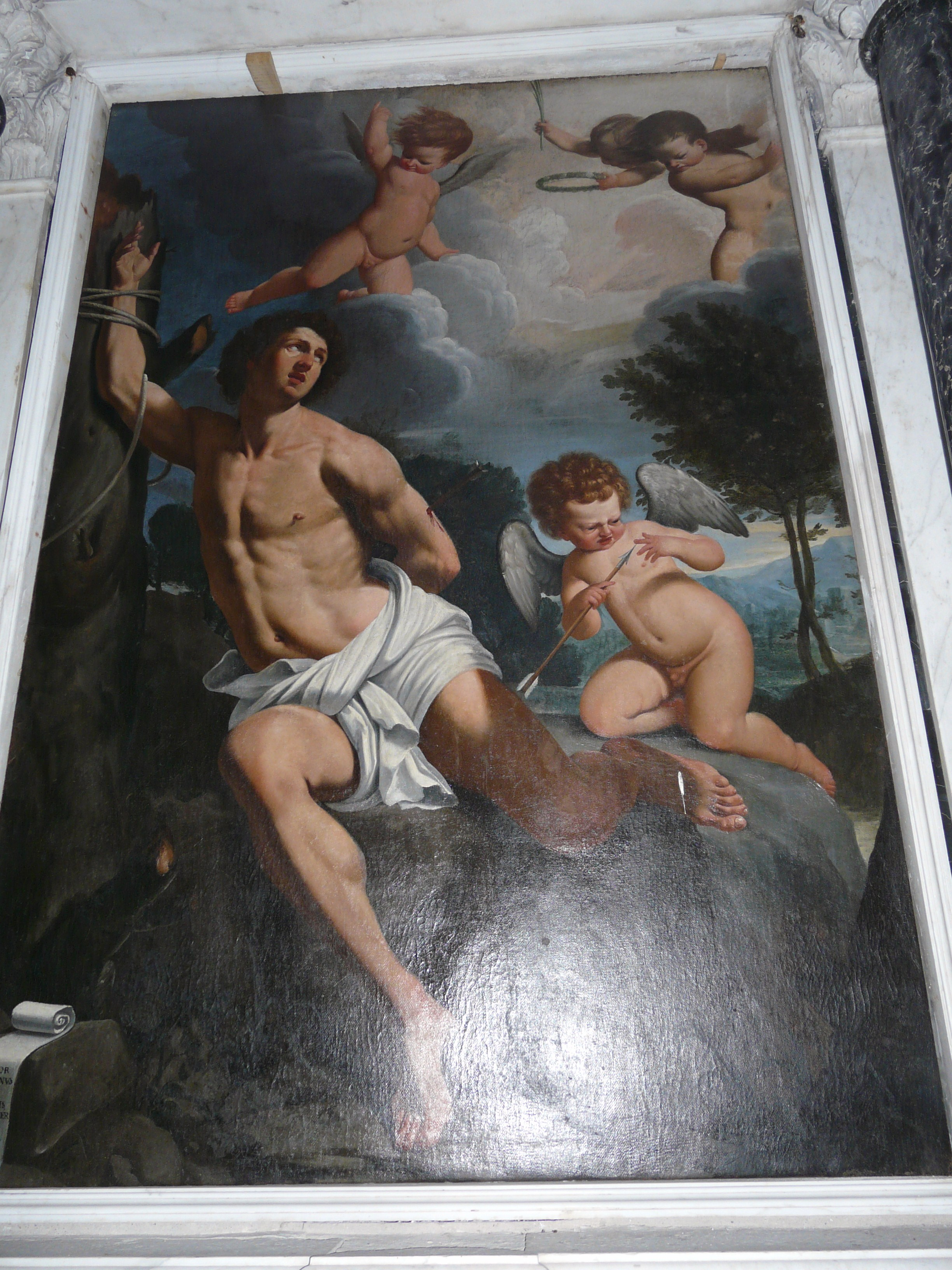
Altare di S. Sebastiano

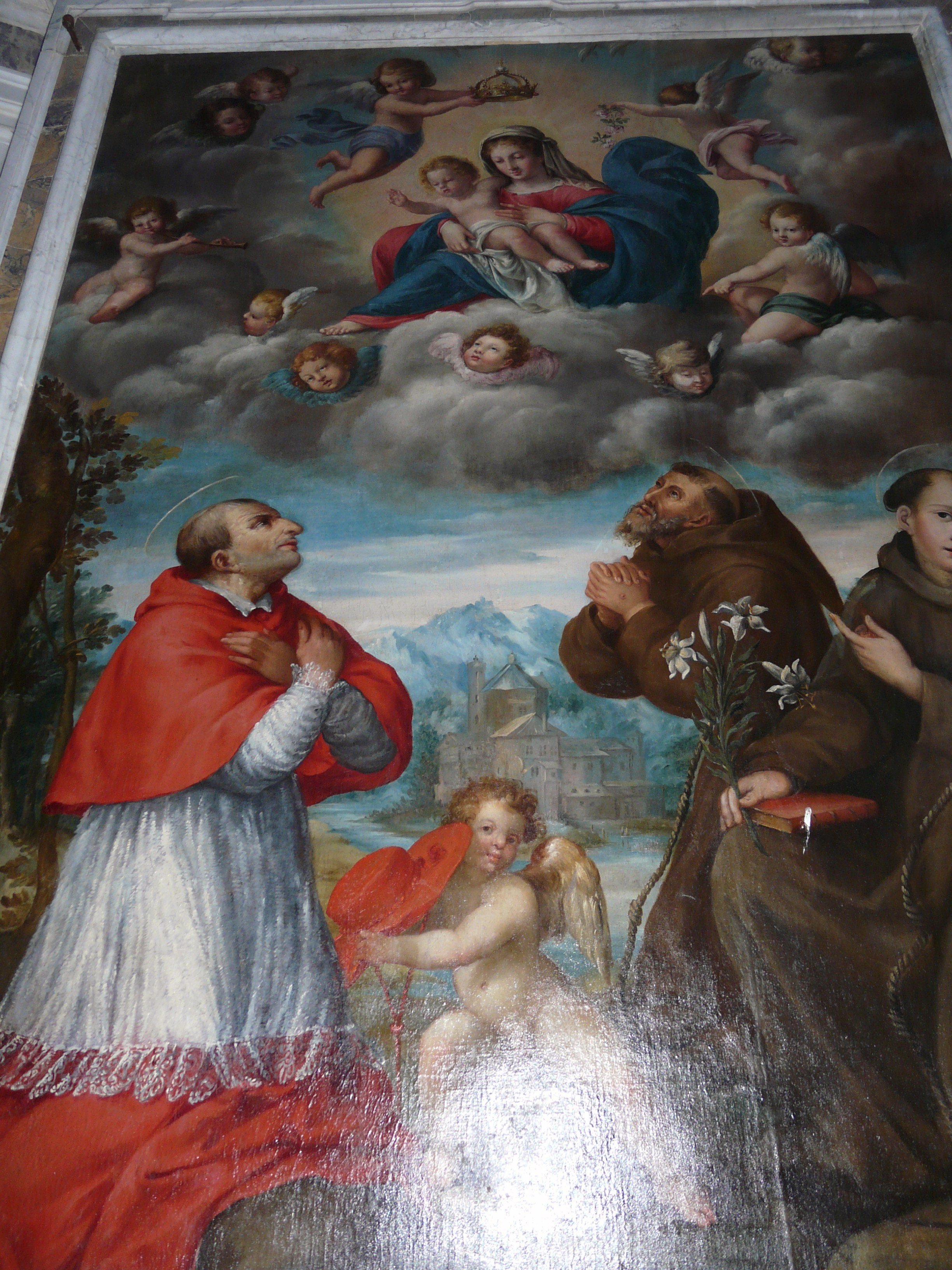
Altare di S. Francesco Saverio

L'oratorio dei Bianchi (più propriamente oratorio della Compagnia della Santissima Annunziata) è un edificio sacro che si trova a Fosdinovo, in via Roma.
L'attuale proposto della Perinsigne Prepositura della Parrocchia di Fosdinovo è Don Emanuele Borserini (dal 2020).

## Storia
L'oratorio fu costruito nel 1468, all'inizio del marchesato di Gabriele II Malaspina (1467-1508) di Fosdinovo, dalla confraternita francescana dei Disciplinati (o dei Battuti), oggi detti dei Bianchi, per volontà del frate francescano Giovanni da Milano, venuto a Fosdinovo per il periodo della Quaresima e fondatore della confraternita. L'intento era quello di costruire un secondo edificio sacro a Fosdinovo (il primo era la duecentesca Chiesa di San Remigio), da dedicare alla Madonna. Fu edificato in posizione contigua alla Chiesa di San Remigio, nel luogo ora chiamato Camposanto Vecchio. Appena costruito fu qui portata la statua in legno policromo della Santissima Annunziata, risalente al XIV secolo e fino a quel tempo conservata nella Chiesa di San Remigio. 
Il tempio cristiano fu distrutto da un incendio nella notte dei Morti del 1501 (che coinvolse anche l'archivio parrocchiale del Duomo) e fu ricostruito nelle forme attuali tra il 1648 ed il 1653, sotto il marchesato di Giacomo (Jacopo) Malaspina di Fosdinovo, in una posizione diversa da quella precedente, ossia in Via Roma, demolendo le vecchie costruzioni per fare spazio alla chiesa. 
Nel 1651 si costruisce la volta e nel 1653 si chiede licenza per demolire la chiesa vecchia e trasportare "cadaveri ed ossa" da lì al nuovo sito. Da quell'anno in avanti lavorò nell'Oratorio il pittore Domenico Utens, realizzando opere andate perse o distrutte.
Nel 1658 fu costruito il campanile da Mastro Antonio di Gio. Bello di Bedizzano.
Fu consacrato nel 1673 dal Vescovo di Luni-Sarzana Giovanni Battista Spinola. 
Nel 1690 l'edificio fu pavimentato con mattonelle in marmo bianco di Carrara e bardiglio, mentre nel 1697 Mastro Adamo Fiaschi di Torano pavimenta con quadroni di marmo la pregevole piazza antistante la chiesa (costruita nel 1655 da Giò Pietro Carli). L'anno dopo per 539 lire Mastro Giuseppe Serchioli di Bedizzano mette in opera la balaustrata di marmo che separa la piazza dalla strada.
All'esterno presenta una bella facciata in marmo bianco di Carrara, costruita nel 1666 da Mastro Giulio Pasciuti di Bedizzano per volere di Pasquale Malaspina marchese di Fosdinovo. L'Oratorio è stato recentemente restaurato (è tornato operativo dal 2002).

## Architettura e arte
L'Oratorio fu costruito in pietra non squadrata e presenta una forma basilicale con abside quadrata, nonché una pregevole facciata in marmo bianco di Carrara con scolpiti la lapide che ricorda la donazione della chiesa da parte del marchese di Fosdinovo Pasquale Malaspina e lo stemma dei Malaspina. La facciata consta di ben 550 pezzi di marmo e fu pagata 3329 lire.
Nell'abside vi è scolpita una lapide marmorea a ricordo della consacrazione dell'Oratorio avvenuta nel 1573. 
La copertura è a tetto con travi di legno, travicelli e mezzane, sopra i quali vi è un manto in cotto a tegole piane e coppi. Presenta una volte a botte nel corpo principale, con lunette rialzate e generatrici curvilinee in corrispondenza delle tre finestre per lato, ed un'altra nell'abside, con lunette simili alle precedenti in corrispondenza delle due finestre (una per lato). 
Il pavimento è in marmo bianco, risalente al XX secolo, con mattonelle quadrate e bardiglio, ma in alcune zone (nelle nicchie e presso le soglie) si vedono le tracce del vecchio pavimento, sempre in marmo bianco.
All'interno vi sono sei altari marmorei laterali (3 per lato) e quello maggiore, anch'esso marmoreo e provvisto di balaustra con colonnine tornite, dedicato alla SS. Annunziata (la statua si trova sopra l'altare). Ai lati dell'altare principale sono presenti, all'interno di nicchie, le statue dei genitori di Maria, S.Anna e S.Gioacchino. Oltre a queste, vi sono altre 4 statue nella chiesa, raffiguranti i 4 profeti maggiori (Elia, Geremia, Davide e Mosè). 
Negli altari laterali sono presenti pale che raffigurano, tra le altre, la Sacra Famiglia (nell'altare di S. Giuseppe, fatto nel 1747 da Valli) e la Madonna trafitta nel petto da una spada (rifacendosi alla frase che il sacerdote del Tempio disse a Maria "una spada ti trafiggerà il petto", con riferimento alla perdita in giovane età del proprio figlio) nell'altare dedicato alla Beata Vergine Addolorata (fatto nel 1810 dallo scultore carrarino Giuseppe Casoni). Nell'altare laterale a sinistra, prossimo al presbiterio, vi è posta la statua dell'Arcangelo Gabriele.
All'interno vengono conservate anche una scultura lignea raffigurante Gesù morto a grandezza naturale (1646, del pittore Giovanni Francesco Galeotti) e un dipinto su tela, ottocentesco, con la Madonna col Bambino.
La volta della chiesa fu affrescata nel '600 e fu restaurata dopo il terremoto del 1920. In essa sono rappresentati Gesù Cristo e Dio Padre, con al centro la Madonna Assunta in Cielo (proprio a marcare la centralità della Vergine in questo luogo sacro). 
La chiesa presenta un coro in noce con sette sedibili ribaltabili per lato e una panca centrale in fondo. 
Sopra l'ingresso, vi è una cantoria (alla quale si accede tramite una scala marmorea e parzialmente incassata nella muratura) costituita da una struttura lignea sostenuta da due colonne in marmo bianco di Carrara, probabilmente provenienti dal vecchio oratorio. Vi è posto un organo ancora funzionante ed operante della celebre famiglia di organisti Serassi (probabilmente da far risalire a inizio XIX secolo, visto che la prima rata di pagamento fu pagata nel 1820).
All'esterno della chiesa vi è una piazza che la separa dalla strada (Via Roma). È in marmo bianco di Carrara, come la facciata e come molte altre decorazioni interne. Fu costruita da Giò Pietro Carli nel 1655 ed è perimetrata da una balaustrata (1698), sempre in marmo bianco di Carrara, fatta da Mastro Giuseppe Serchioli di Bedizzano. 
Contiguo alla chiesa e sovrastante la sacrestia, vi è il campanile dell'Oratorio, costruito nel 1658. Presenta una pianta quadrata ed è alto circa 19 metri rispetto al pavimento della chiesa. L'ultimo tratto è cilindrico con volta sferica e copertura in lastre di ardesia. 

## Altari
Quando nel 1670 il Vicario Generale del Vescovo di Luni-Sarzana Giovanni Battista Spinola visitò l'oratorio, vide i seguenti altari laterali (oltre a quello maggiore):
- l'altare di S. Francesco Saverio fondato sotto il Marchese di Fosdinovo Giacomo II Malaspina (1610-1663), con posto sopra un dipinto di Camillo Pucci ritraente San Francesco Saverio che battezza un'indiana. Il quadro fu realizzato dall'artista sarzanese negli anni di studio all'Accademia di Firenze e rappresenta pertanto una delle sue prime opere.
- l'altare di S. Giuseppe fondato da Bernardino Domenichelli
- l'altare di S. Carlo (oggi S. Antonio) fondato dal dottor Carlo Benedettini
- l'altare di S. Sebastiano fondato da Sebastiano Milattieri
- l'altare delle Sante Reliquie (oggi della Beata Vergine Addolorata)
- l'altare di S. Domenico voluto dalla Marchesa Maria Grimaldi-Malaspina

Eccetto i due altari di cui si è accennato sopra, tutti gli altri hanno conservato, oltre che la loro posizione, il loro titolo fino ad oggi. 

## La statua della SS. Annunziata

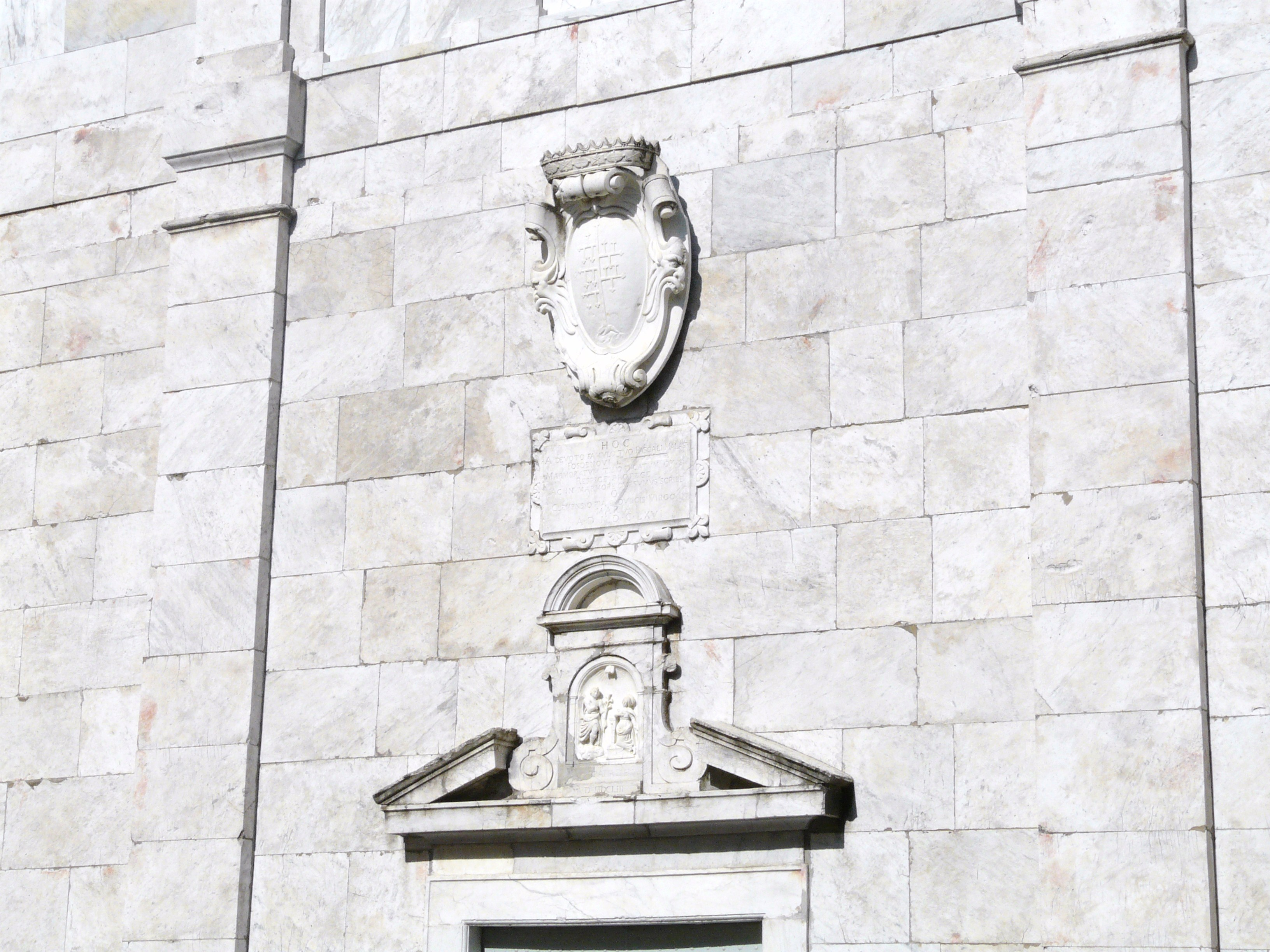
Particolare del Portale. della lapide marmorea e dello Stemma Malaspina

In legno policromo, risale al XIV secolo. Inizialmente era posta nella Chiesa di San Remigio, fino a quando nel 1468 non fu spostata nel nuovo edificio costruito appositamente per accoglierla e custodirla. L'incendio che distrusse la nuova chiesa non riuscì a danneggiarla (per i fedeli, si tratta di un autentico miracolo) e sempre in suo onore fu ricostruita la chiesa che ancora oggi si mostra agli occhi dei visitatori. La posizione della mano destra è sempre stata fonte di curiosità: c'è chi dice che sia messa in tal modo a sostegno della frase "Sia fatto di me quanto hai detto" che la Vergine disse all'Arcangelo Gabriele, oppure c'è chi, seguendo la tradizione, dice che si spostò nella posizione attuale quando a Fosdinovo uno zoppo guarì. Fu restaurata nel 1982 dalle Belle Arti di Pisa e precisamente da Veronica Ahtman.

## La sacrestia
È composta da due locali disimpegnati da un corridoio che, dalla parte terminale della chiesa, conduce al campanile e all'esterno mediante una porta cui è posta sopra una lapide marmorea attinente alla consacrazione dell'Oratorio. Attualmente solo uno dei locali è adibito a sacrestia e costituisce una pianta pressoché quadrata con volta a padiglione affrescata nel XX secolo. Il pavimento è anche qua in marmo bianco, con motivi a scacchi. 

## Messa
Fino al 2014, veniva ivi celebrata la Messa festiva durante la seconda domenica del mese. Nel 2015 e parzialmente nel 2016 veniva invece celebrata la Messa nei giorni feriali nei mesi estivi, mentre nel periodo invernale, l'oratorio non veniva utilizzato per le funzioni liturgiche, perché è una struttura vasta e dove è più difficile ed energicamente più dispendioso riscaldare l'ambiente interno nel periodo invernale. Dal 2016 si è ripresa l'usanza di celebrare una volta al mese ivi la Messa, non più però la seconda domenica del mese, ma la prima, alle 11.30. Dal 2017 l'Oratorio dei Bianchi viene solo adoperato per celebrare la Veglia della Pace a fine gennaio (tradizione iniziata dal 2015).

## Confraternita della Santissima Annunziata o dei Bianchi
A Fosdinovo la Compagnia o Confraternita della Santissima Annunziata o dei Bianchi (eredi dei Disciplinati o Battuti) esiste ancora. L'uniforme canonica da loro indossata consta di una tunica bianca e un rocchetto azzurro. 
La Compagnia dei Battuti anticamente si riuniva negli ultimi tre giorni di Carnevale e nelle Domeniche di Quaresima per recitare Salmi e flagellarsi per espiare i peccati commessi (in gergo tale pratica si diceva "disciplinarsi", da qui il nome Disciplinati; anche il nome Battuti deriva da tale pratica).
Nei primi anni dopo la fondazione della Confraternita, i confratelli (maschi e femmine, al contrario della situazione odierna che vede presenti solo uomini) andavano di città in città cantando l'inno Stabat Mater (dedicato alla Vergine Maria) e gridando "Pace e misericordia!"
Fin dalla sua fondazione, molti marchesi Malaspina decisero di far parte della Compagnia dei Battuti. Anche gli esponenti delle famiglie più ricche ed importanti di Fosdinovo ne facevano solitamente parte.
Esiste un altro oratorio a cui fa riferimento un'altra compagnia o confraternita a Fosdinovo: l'Oratorio del Santissimo Sacramento o dei Rossi.

## Collegamenti esterni

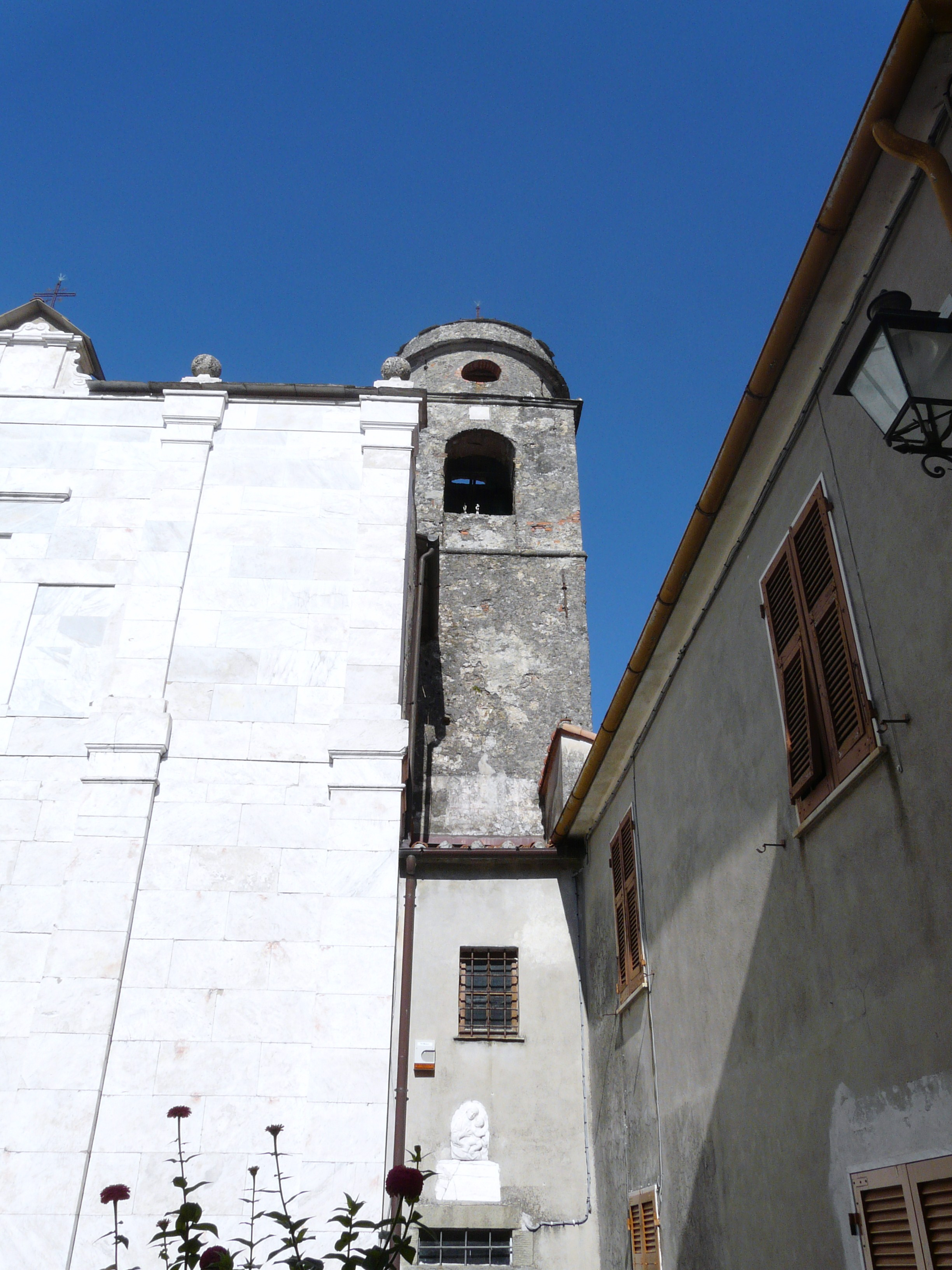
Campanile dell'Oratorio dei Bianchi